# Classe Harpers Ferry
La classe Harpers Ferry est une classe de Landing Ship Dock (LSD), selon la liste des codes des immatriculations des navires de l'US Navy, soit un bâtiment militaire de transport de chalands de débarquement, comportant un radier immergeable, d'où peuvent débarquer des troupes (fusiliers marins ou marines à bord de véhicules d'infanterie (chars de combat, véhicules de transport de troupes, véhicules du génie, véhicules amphibie, etc) stockés en hangar (dock). D'allure massive à l'avant, les 4 bâtiments de la classe Harpers Ferry, commissionnés de 1995 à 1998, sont une modification de la classe Whidbey Island. Ils en perdent la capacité amphibie (seulement 2 embarcations de débarquement LCAC) au profit de plus d'espace dans les hangars et peuvent être considérés comme des Landing Platform Dock, bien qu'ils ne soient pas désignés ainsi.

## Navires
- USS Harpers Ferry (LSD-49), base navale de San Diego[3]
- USS Carter Hall (LSD-50), Little Creek, Virginie[4]
- USS Oak Hill (LSD-51), Little Creek, Virginie
- USS Pearl Harbor (LSD-52), San Diego, Californie

## Galerie de photos

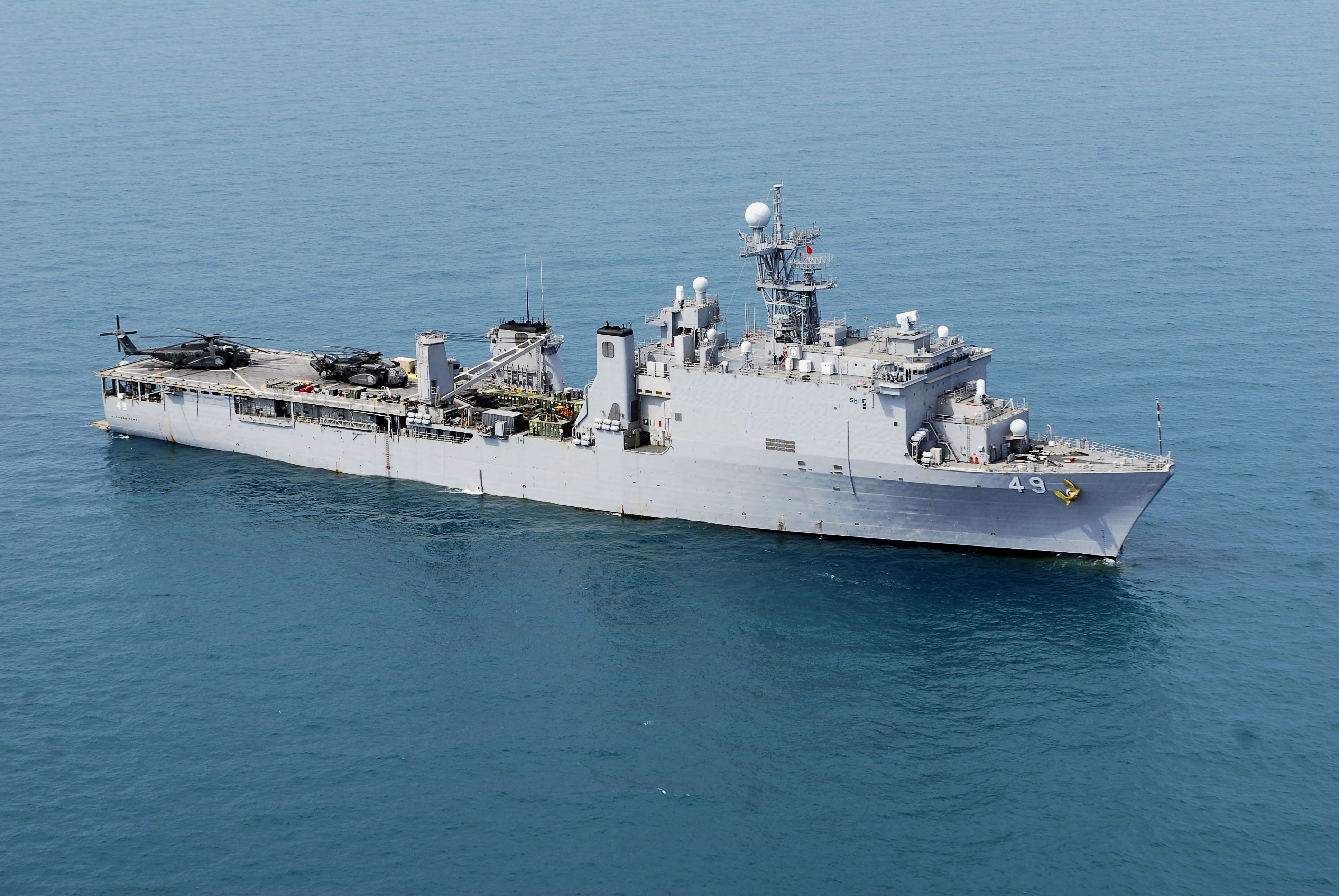
L'USS Harpers Ferry au mouillage dans le golfe de Thaïlande durant l'exercice Cobra Gold 08 (8 mai 2008)
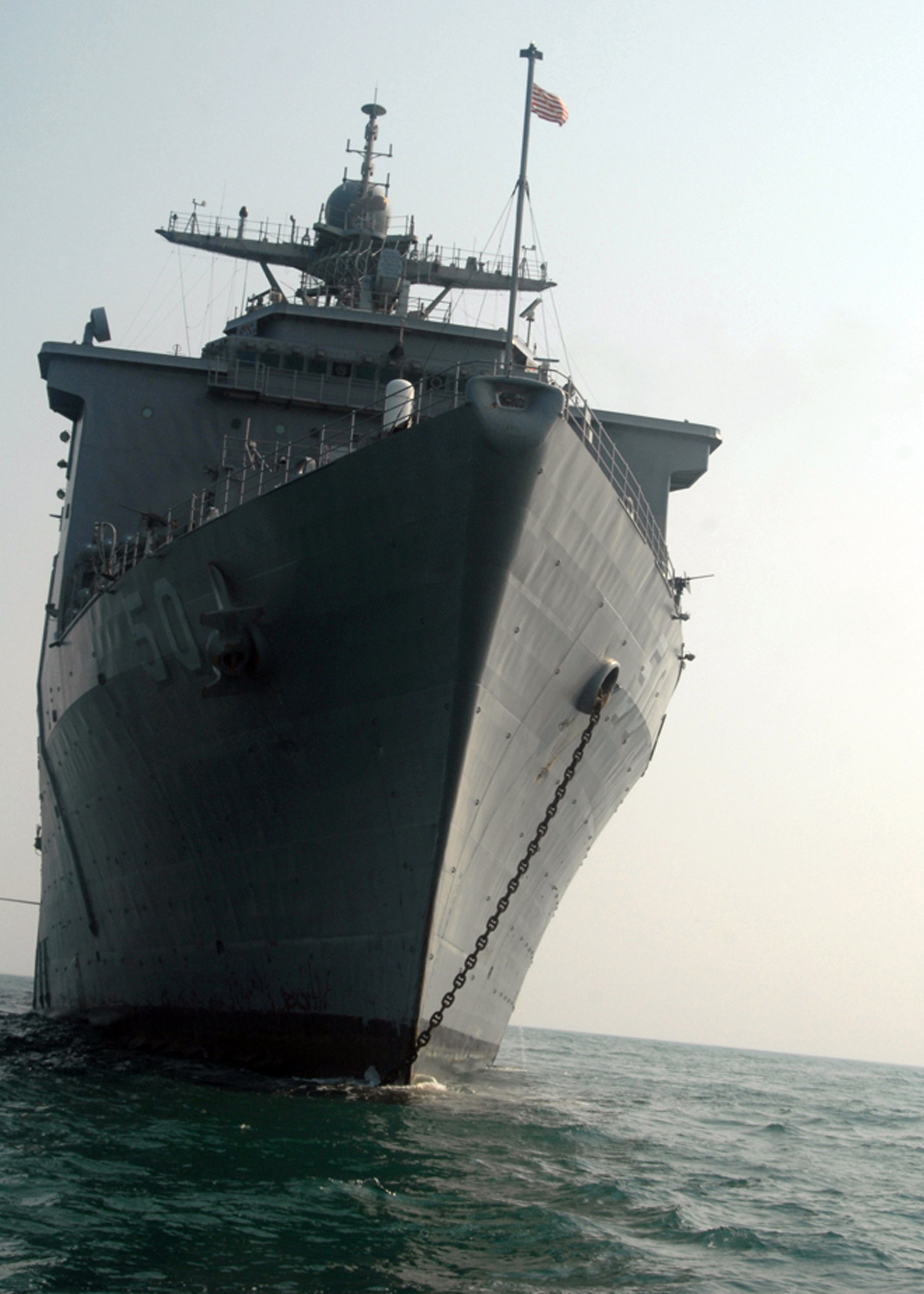
L'USS Carter Hall au mouillage dans l'océan Atlantique (21 juillet 2008)
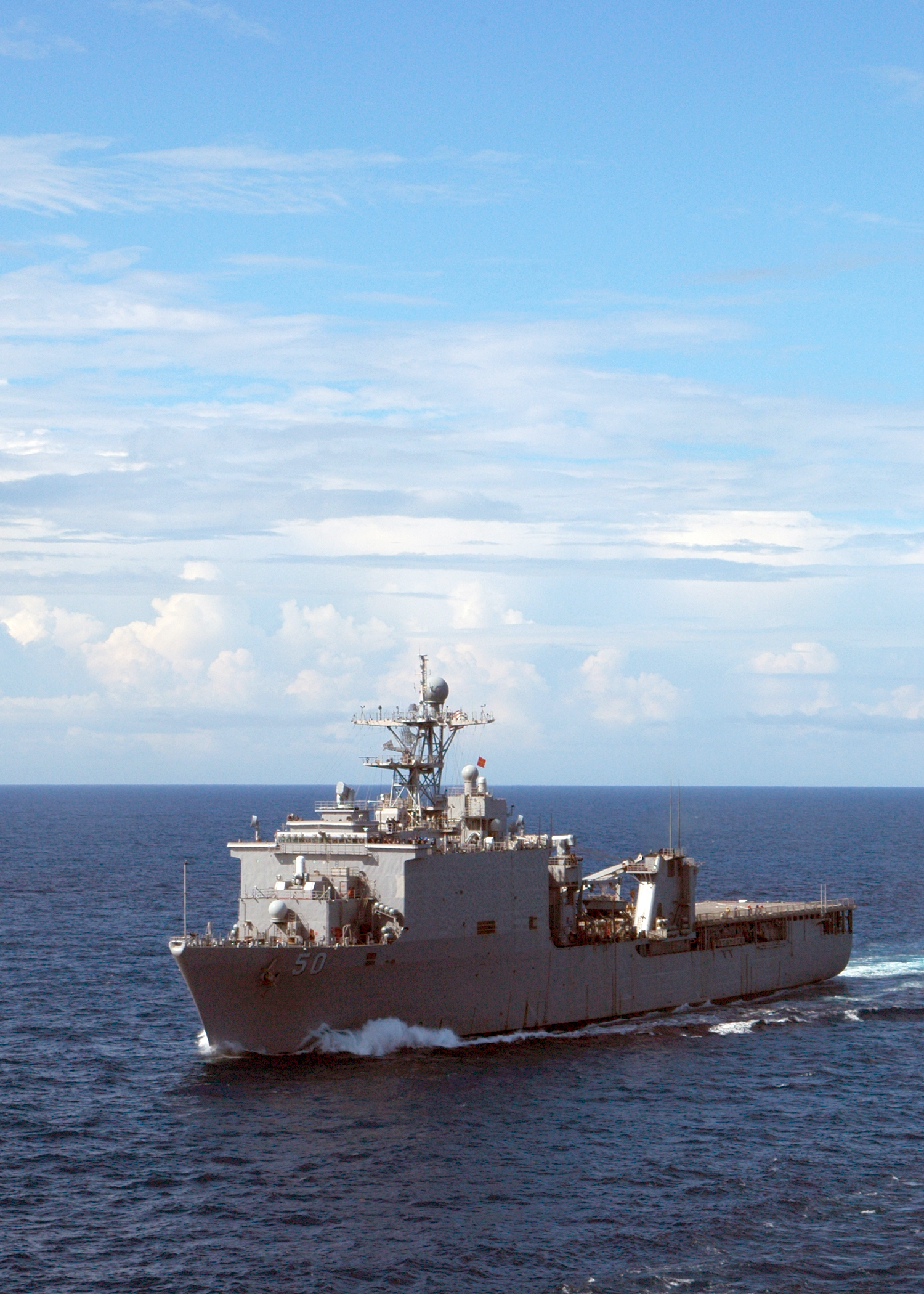
L'USS Carter Hall durant l'exercise COMPTUEX dans l'océan Atlantique (17 juillet 2008)
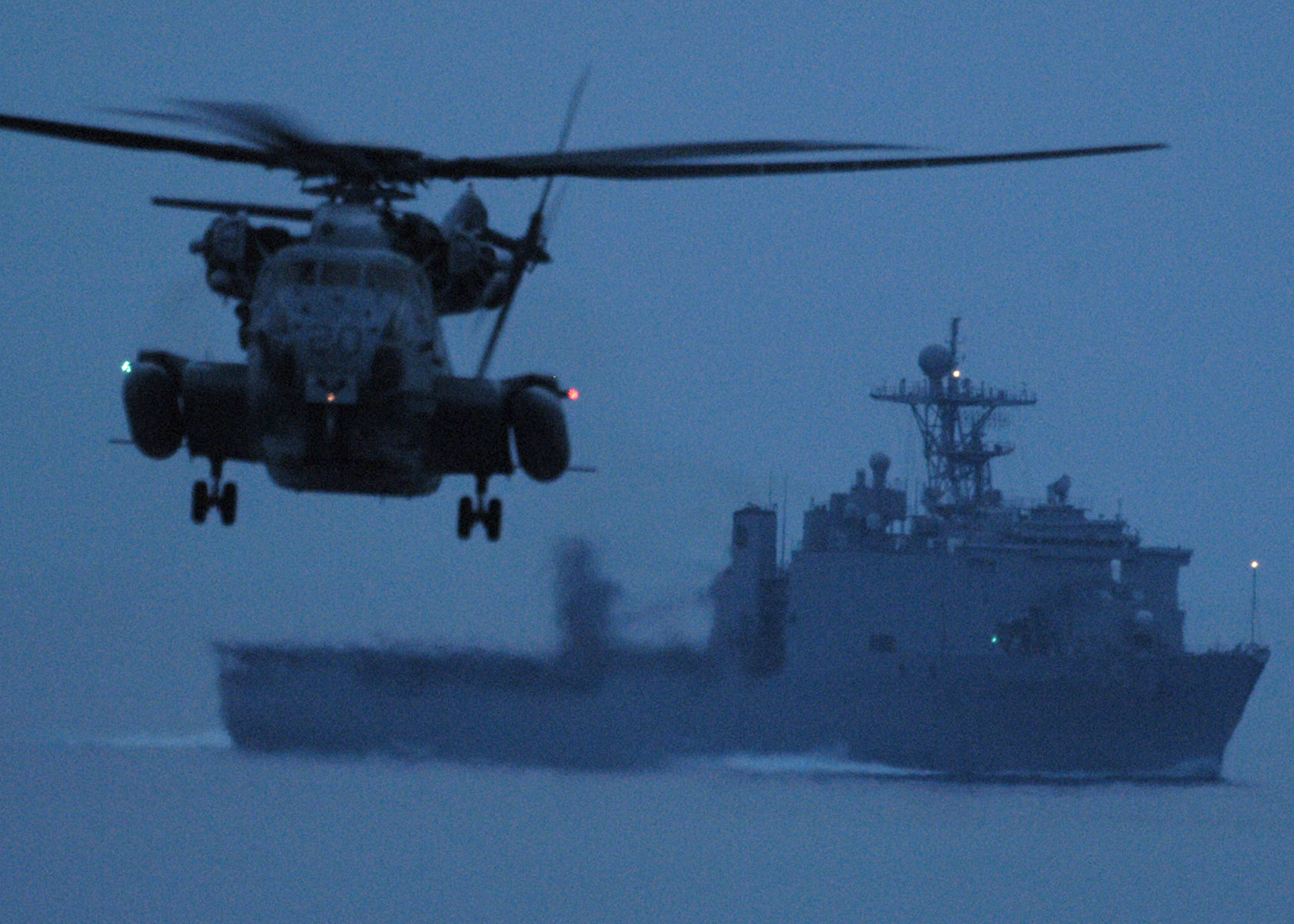
Un hélicoptère CH-53E Super Stallion survole de nuit l'USS Carter Hall durant l'exercise COMPTUEX dans l'océan Atlantique (14 juillet 2008)
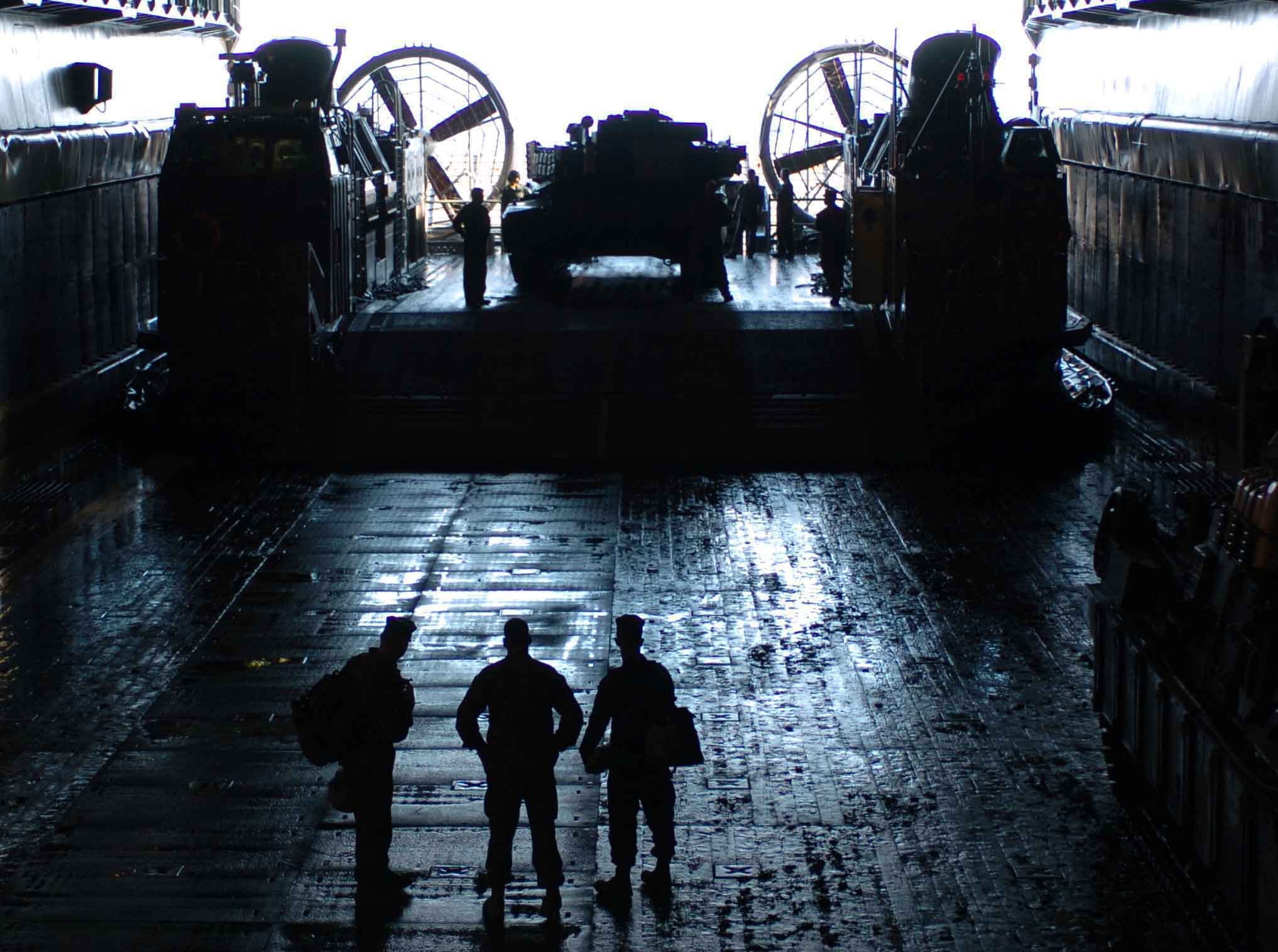
Une embarcation de débarquement LCAC enradie l'USS Carter Hall au large de Moorehead City (Caroline du Nord) (5 novembre 2005)
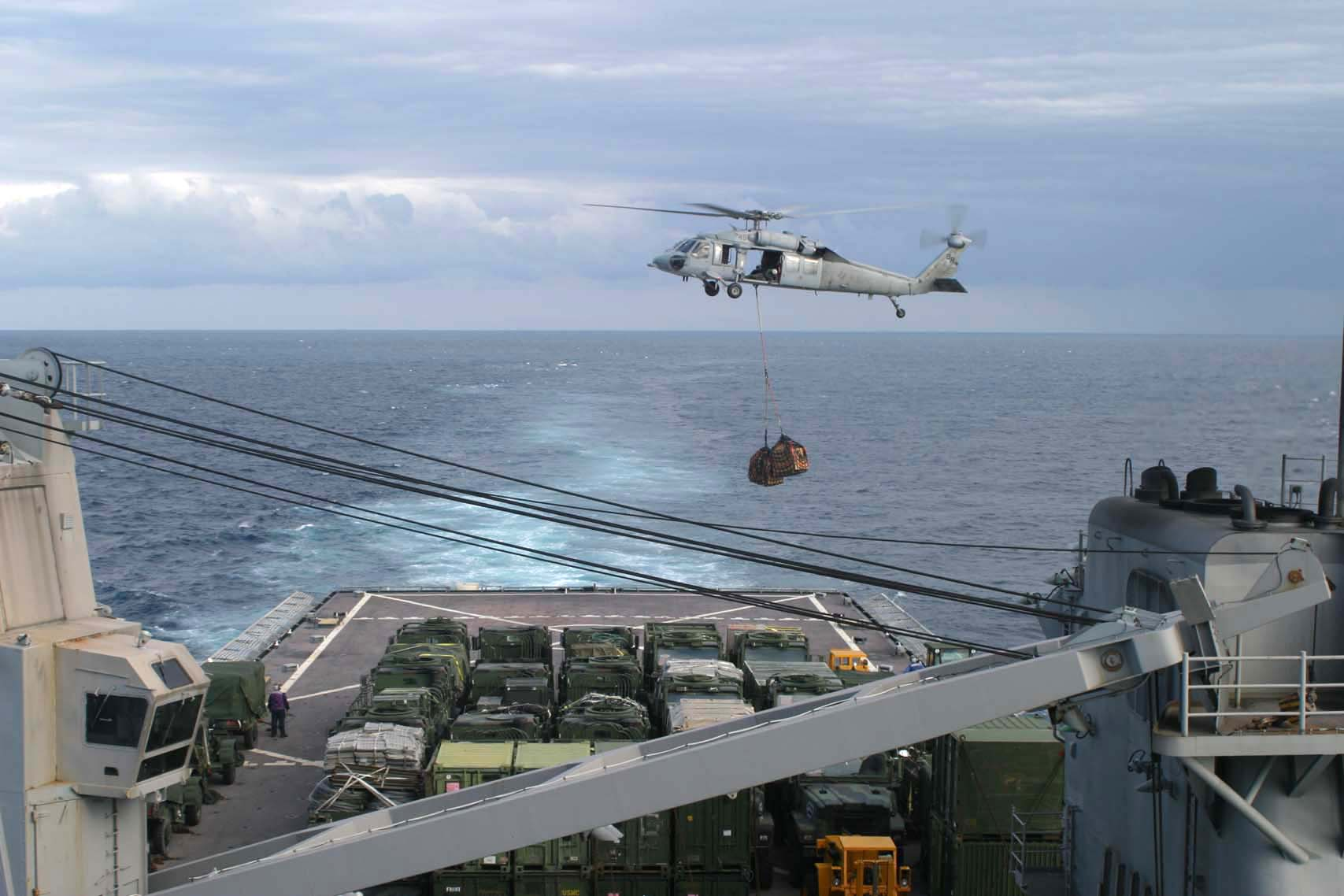
Un hélicoptère MH-60S Seahawk ravitaille par les airs l'USS Carter Hall au large de la Caroline du Nord (26 août 2005)
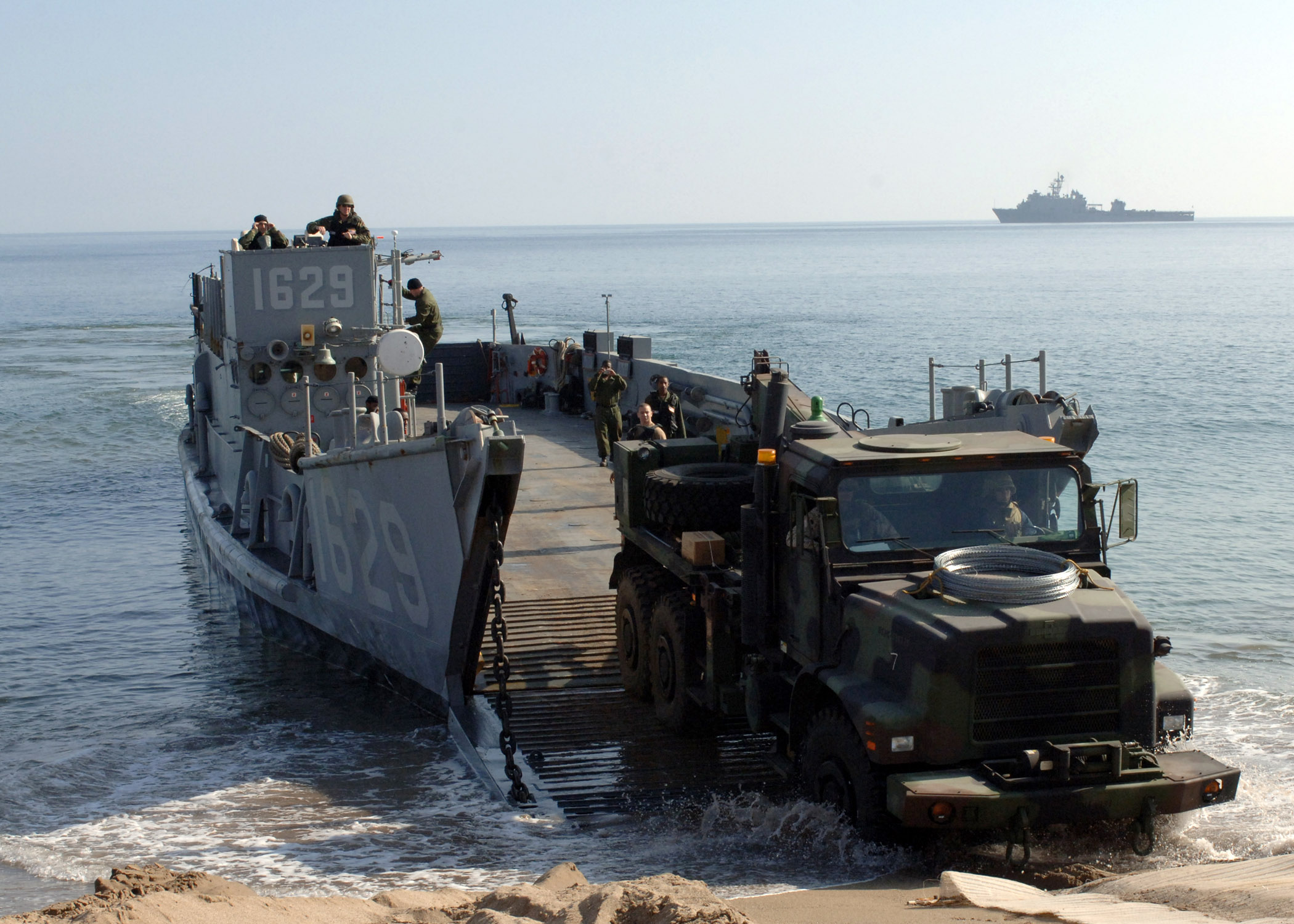
Des Marines et des marins chiliens débarquent à Cifinto (Chili) d'une embarcation amphibie LCU en provenance de l'USS Pearl Harbor (29 mai 2007)
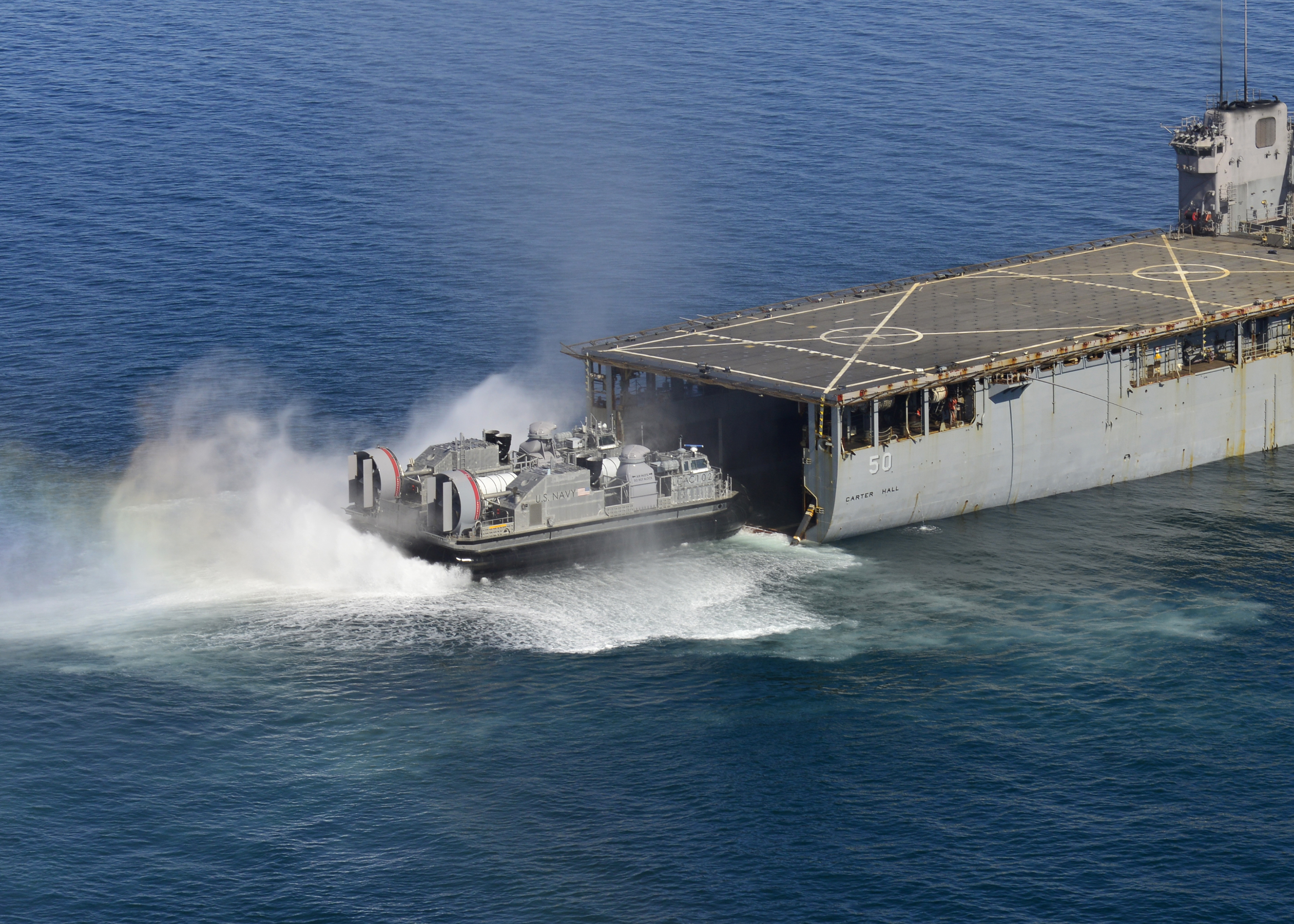
Un des premiers Ship-to-Shore Connector effectuant des essais avec le USS Carter Hall (5 février 2022)